# Svenska Spårvägssällskapet
Svenska Spårvägssällskapet (SSS, Det svenske sporvejsselskab) er en svensk forening for personer, der interesserer sig for lokaltrafik. Foreningen grundlagdes i 1959 som Stockholms Spårvägssällskap, men navnet ændredes til Svenska Spårvägssällskapet, efter at man også fik medlemmer fra resten af Sverige. Foreningen består af en landsdækkende hovedforening og syv særskilt organiserede lokalafdelinger i Gävle, Göteborg, Malmö, Stockholm, Sundsvall, Uppsala og Östergötland.
Foreningen udgiver medlemsbladet MfSS (Meddelanden från Svenska Spårvägssällskapet) seks gange årligt samt det uafhængige fagblad Modern Stadstrafik.
I Malmköping drives Sveriges Lokaltrafikmuseum med Museispårvägen Malmköping. I Stockholm ejer foreningens lokalafdeling AB Stockholms Spårvägar (SS), der driver museumslinien Djurgårdslinjen og udfører trafikken på Spårväg City på kontrakt med Storstockholms Lokaltrafik. I Malmö driver man Museispårvägen Malmö på vegne af Malmö stads spårvägar museiförening.